# Za Waleczność
Za Waleczność – odznaka zaszczytna (krzyż) nadawana w celu nagrodzenia zasług uczestników powstania wielkopolskiego 1918–1919.

## Historia
Odznakę ustanowiono uchwałą Rady Ludowej miasta Poznania w dniu 3 listopada 1919 (w porozumieniu z Naczelnym Komendantem Straży Ludowej). Datę uchwały zamieszczano na patentach wydawanych osobom odznaczonym z datą pierwszej rocznicy wybuchu powstania, tj. 27 grudnia 1919. Kapituła krzyża obradowała pod przewodnictwem pułkownika Juliana Langego. Dzięki zatwierdzeniu Ministra Spraw Wojskowych wojskowi w służbie czynnej mogli ja nosić na mundurze.  

## Forma
Pierwsze krzyże były wytłoczone z blachy mosiężnej cienko posrebrzanej, o powierzchni matowej, groszkowanej. Prawdopodobnym wykonawca był zapewne zakład rytowniczy Józefa Pendowskiego w Poznaniu, choć niewykluczone jest, że część z odznak wykonano w Berlinie, być może w przedsiębiorstwie Oertel. W 1922 dodano złocony wieniec laurowy otaczający krzyż. Do wieńca dodano uszko i kółko z zieloną wstążka do przywieszana. 
W 1924 wprowadzono kolejne zmiany – przy zachowaniu formy odznakę powiększono do 38 x 38 mm. Wykonywano ją z grubszej blachy miedzianej, częściowo posrebrzanej, na awersie pokrytej emalią: niebieską na ramionach krzyża z literami srebrnymi, białą na większym krążku zewnętrznym i czerwoną na mniejszym krążku, pod orłem (srebrnym). Zachowały się również odznaki wykonane w całości ze srebra próby 900/1000, dostarczonego zapewne przez samych odznaczonych. Istnieją również miniatury odznaki.
Krzyże z tej partii wykonywał Józef Pendowski i Stefan Zygmaniak z Poznania. W odróżnieniu od poprzednich ta partia była sygnowana. Istnieją drobne różnice pomiędzy egzemplarzami wykonywanymi przez dwóch wykonawców. 